# 青春之箱
《青春之箱》是日本漫畫家三浦糀創作的少年漫畫，於2021年4月12日起在《週刊少年Jump》連載。臺灣《寶島少年》則於2021年第41+42期起開始連載。本作前身為在2020年8月3日發售的《週刊少年Jump》2020年第35號上刊登的同名單篇漫畫。截至2025年6月，單行本發行量已突破850萬冊。

## 劇情大綱
|                          | 我的青春，全部都塞在這個箱子裏 |
| ——《青春之箱》單篇版首句 |                            |

榮明學園中學是體育名校。中學三年級的豬股大喜是榮明男子羽毛球社社員，他每天早上都會到體育館自主訓練，並且很期待見到他暗戀的對象：同在該處練習的高中一年級學姐、女子籃球社社員鹿野千夏。在千夏升上高二時，她的父母因為工作而離開日本，千夏便寄住在大喜家。兩人同住一個屋簷下，大喜跟千夏交流的機會大大增加。不過，大喜明白千夏留在日本，是想彌補去年未能打進全國賽事的遺憾。他為了不影響千夏比賽，還是忍住想和千夏發展戀愛關係的心情。他也下定決心，以打入全國賽事為目標，成為配得上千夏的人。
在榮明體育館內，還有大喜的青梅竹馬蝶野雛。雛是韻律體操社社員，父親是體操國手，自身也擁有全國前列的實力。雛跟大喜感情很好，也知道他喜歡千夏。對比千夏是隊上的明星球員，球隊本身也是縣內的種子球隊，大喜的球技只算是普普通通。大喜在以打入全國賽事為目標後，慢慢增進自己的實力，順利通過校內選拔，代表學校出戰全國賽的預賽。同時，在大喜的朋友笠原、羽球社社員針生的幫助下，大喜和千夏有了幾次約會。雛也意識到自己喜歡大喜，邀請他去賞煙火，試圖拉近彼此的距離。之後雛向大喜告白，但未要求大喜立即給出答覆。

## 登場角色
聲優部分若未特別註明，則為電視動畫版的聲優。

### 主要人物
豬股大喜（聲：千葉翔也／後藤豊（有聲漫畫））
男主角，榮明學園高中1年級生，羽毛球社社員。生日為1月15日，O型。性格直爽熱情，即使消沉也會很快振作，心裡話有時也會脫口而出。每天早上習慣在體育館晨練，且對總是能在同一個體育館見到的鹿野千夏學姊抱有好感。之後因緣際會下與對方同住，並逐漸拉近兩人之間的距離。起初運動成績不上不下，在立志追求千夏後開始增強自己的實力，目標是取得全國高等學校綜合體育大會（校際賽）的參賽權。在隊內練習賽中發揮出色並代表學校出戰校際賽預選賽，但完敗於佐知川高中同年的遊佐遭到淘汰。在千夏的生日當天，被千夏約到海邊一起慶祝，兩人之後因為暴雨在旅館一同過夜。文化祭時被選為班級委員。
鹿野千夏（聲：上田麗奈／黑崎詩織（有聲漫畫））
女主角之一，榮明學園高中2年級生，籃球社社員。生日為8月26日，A型。籃球部的明星球員，在校內外都有相當知名度。籃球位置是小前鋒。和大喜一樣有晨練的習慣，且總是會比大喜更早到。升上二年級後，家人搬到國外居住，但她自己因為還想要繼續打球，而留在日本，並寄住在母親的熟人豬股家。球隊打進了校際賽，但第二輪負於去年的冠軍隊湊崎學園。之後前輩引退，她被任命為球隊的副隊長。
蝶野雛（聲：鬼頭明里／櫻井海亞（有聲漫畫））
女主角之一，榮明學園高中1年級生，韻律體操社社員。生日為3月2日，B型。中學時留下全國第四名的成績，父親弘彥是前日本體操國手。與大喜、笠原在中學同班三年並十分友好，尤其喜歡捉弄和調戲大喜。在夏天和大喜單獨前往煙花大會。在千夏敗退校際賽的當晚，向學校報告了自己全國第3的成績後，在公園向大喜表白，但並沒有要求大喜作出答覆。一度積極追求大喜，甚至曾令他動搖是否應嘗試與自己交往，可惜最後仍在合宿訓練營結束時被拒絕。

### 榮明學園高中

#### 羽毛球社
笠原匡（聲：小林千晃／軍司高希（有聲漫畫））
榮明學園高中1年級生，大喜的朋友，同屬羽毛球社。和大喜、雛是初中同窗到現在的好友，也知道大喜和千夏同居的事。在大喜和岸進行預賽時，促成了大喜和千夏的第一次約會。似乎曾經有喜歡的人，但對方交了男友之後便放棄了。
針生健吾（聲：內田雄馬）
榮明學園高中2年級生，羽毛球社副社長，大喜的學長與雙打搭檔。從小就很擅長許多東西，羽毛球在高1時已有全縣第三的實力。很看好大喜。知道大喜喜歡千夏（但對於同居目前並不知情）。與千夏同班，同為班上的班級委員。女朋友守屋花戀是千夏自小的玩伴。
西田諒介（聲：坂田將吾）
榮明學園高中2年級生，羽毛球社現任社長。性格開朗活潑。實力上不如同輩的針生，也是針生喜歡調戲的對象。
遊佐晴人
遊佐柊仁的弟弟，大喜的後輩。討厭和柊仁比較所以離開佐知川就讀榮明。兵藤將太的粉絲。實力很強，擅長特技擊球。態度很差但很重視上下關係。
守屋菖蒲（聲：市之瀨加那）
榮明學園高中1年級生，新任羽毛球社社團經理，守屋花戀的妹妹。性格開朗奔放且我行我素。文化祭前碰巧看到遊佐在體育館的練習賽而迷上了他，進而來到羽毛球社。雖然在得知遊佐並不在榮明高中後試圖脫離，但被針生拉回，決定為了再次見到遊佐在社團裡工作一段時間。非常怕蟲子。
井口（聲：森田則昭（有聲漫畫））
羽毛球社教練，很欣賞大喜。

#### 韻律體操社
島崎仁奈（聲：結川麻希）
榮明學園高中1年級生，韻律體操社社員，大喜和雛的同班同學，雛的好友。理解雛對大喜的感情並支持她。
教練
看到雛的表現給予稱讚，但是只有給予稱讚而沒有給太多的建議。

#### 籃球社
船見渚（聲：永瀨安奈）
榮明學園高中2年級生，女子籃球社社員，在前輩退部之後成為隊長。千夏非常信任的球隊隊友和好友。校內少數知道大喜和千夏同居的人。
松岡一馬（聲：梶裕貴）
榮明學園高中2年級生，男子籃球社社員，從美國留學回來的歸國子女，擅長英文。對千夏有好感。

### 其他人物
守屋花戀（聲：白石晴香）
針生的女朋友，同時也是千夏自小一起遊玩，現在依然不時在一起聚會的玩伴。從千夏口中知道大喜和她同居。在兼顧高中學業的同時，也在演藝圈工作。在煙花大會時偶遇大喜和千夏，而認識了大喜。後在校際賽共同觀戰針生的比賽後，確認了大喜對千夏的心意，並提點了大喜。
遊佐柊仁（聲：小野賢章）
佐知川高中1年級生，羽毛球社社員。實力強勁，在校際賽預選賽中淘汰了大喜。在暑假後前往榮明高中的練習賽中被人認為實力進一步提升。擊敗了針生但惜敗於大喜，並記住了大喜的名字。
兵藤將太（聲：小野友樹）
佐知川高中3年級生，羽毛球社社員。實力極為強勁，與針生是多年的老對手。曾獲得過全國冠軍，並已經被保送到大學。
岸祥一郎（聲：河西健吾）
下富高中1年級生，羽毛球社社員。KTS少年隊時代和針生共組雙打搭擋，因此稱針生為阿針前輩。對千夏一見鍾情。喜歡動畫。
金石咲季
和匡是同年齡的青梅竹馬同時也是鄰居，和笠原家有親戚關係，匡過去曾經對她有過好感。

### 主要人物的家人
豬股由紀子（聲：柚木涼香／赤星真衣子（有聲漫畫））
大喜的母親。讀書時期與千夏的媽媽同為榮明學園籃球社社員，位置是中鋒。
大喜的父親（聲：前田弘喜／森田則昭（有聲漫畫））
大喜的祖父（聲：宮崎聰／常盤昌平（有聲漫畫））
千夏的母親（聲：名塚佳織／丸山美紀（有聲漫畫））
由紀子的前隊友，出國時讓千夏居住在豬股家。
鹿野冬樹
千夏的父親。對千夏說過「我不知道妳在想什麼」。大喜表示「千夏很像父親」。

## 迴響
本作獲得下一部漫畫大獎2021紙本漫畫類別的第8位、全國書店店員推薦漫畫2022的第4位。在2024年7月的日本博覽會獲頒金達摩獎最佳愛情漫畫獎。2025年，本作的動畫版在該年度日本博覽會獲頒年度最佳愛情動畫獎。
本作單行本第1卷初版發行7萬冊，並在出版首日（2021年8月4日）就定下再版10萬冊，合共17萬冊。2021年10月，出版兩卷的單行本發行量突破35萬。2022年2月，單行本發行量突破60萬冊。2022年3月，突破80萬冊。2022年6月，突破110萬冊。2022年8月，突破130萬冊。2022年10月，突破150萬冊。2022年12月，突破180萬冊。2023年2月，突破200萬冊。2023年5月，突破230萬冊。2023年8月，突破250萬冊。2023年10月，突破270萬冊。2023年12月，突破300萬冊。2024年3月，突破360萬冊。2024年6月，突破430萬冊。2024年9月，突破500萬冊。2024年12月，突破650萬冊。2025年4月，突破790萬冊。2025年6月，突破850萬冊。
2021年7月12日，開設官方Twitter帳號。在約一星期後的7月20日，Twitter帳號的跟隨者人數超過20,000人，也獲得認證標記。演員工藤美櫻和歌手本田康祐都表示自己很喜歡這部作品。

## 出版書籍
| 卷數 | 集英社 | 集英社        | 集英社                 | 玉皇朝       | 玉皇朝         | 玉皇朝                 | 東立出版社     | 東立出版社     | 東立出版社             | 東立出版社     | 東立出版社             | 北京联合出版公司 | 北京联合出版公司 | 北京联合出版公司       |
| 卷數 | 副標題 | 發售日期      | ISBN                   | 副標題       | 發售日期       | ISBN                   | 副標題         | 發售日期       | 首刷限定版 ISBN        | 發售日期       | 通常版 ISBN            | 副標題           | 發售日期         | ISBN                   |
| ---- | ------ | ------------- | ---------------------- | ------------ | -------------- | ---------------------- | -------------- | -------------- | ---------------------- | -------------- | ---------------------- | ---------------- | ---------------- | ---------------------- |
| 1    |        | 2021年8月4日  | ISBN 978-4-08-882731-5 | 千夏前輩     | 2022年7月15日  | ISBN 978-988-8783-87-8 | 千夏學姊       | 不適用         | 不適用                 | 2022年8月15日  | ISBN 978-957-26-9144-1 | 千夏学姐         | 2023年10月       | ISBN 978-7-5596-7201-8 |
| 2    |        | 2021年10月4日 | ISBN 978-4-08-882794-0 | 普通女子     | 2022年12月31日 | ISBN 978-988-8821-57-0 | 普通的女孩子   | 不適用         | 不適用                 | 2022年11月4日  | ISBN 978-957-26-9145-8 | 普通女生         | 2023年10月       | ISBN 978-7-5596-7202-5 |
| 3    |        | 2022年1月4日  | ISBN 978-4-08-883007-0 | 一擊！       | 2023年3月21日  | ISBN 978-988-8821-97-6 | 得分！         | 2022年12月16日 | ISBN 978-626-347-520-5 | 2022年12月23日 | ISBN 978-957-26-9146-5 | 得分！           | 2024年7月        | ISBN 978-7-5596-7631-3 |
| 4    |        | 2022年3月4日  | ISBN 978-4-08-883063-6 | 有苗頭       | 2023年6月3日   | ISBN 978-988-8841-01-1 | 有機會         | 2023年1月3日   | ISBN 978-626-347-521-2 | 2023年1月9日   | ISBN 978-957-26-9147-2 | 有戏             | 2024年7月        | ISBN 978-7-5596-7632-0 |
| 5    |        | 2022年6月3日  | ISBN 978-4-08-883149-7 | 我得走了     | 2023年8月11日  | ISBN 978-988-8841-43-1 | 該走了         | 2023年2月3日   | ISBN 978-626-347-522-9 | 2023年2月10日  | ISBN 978-957-26-9728-3 | 得回去了         | 2024年10月       | ISBN 978-7-5596-7985-7 |
| 6    |        | 2022年8月4日  | ISBN 978-4-08-883192-3 | 8月26日      | 2023年10月6日  | ISBN 978-988-8841-51-6 | 8月26日        | 2023年2月24日  | ISBN 978-626-360-085-0 | 2023年3月3日   | ISBN 978-626-347-213-6 | 8月26日          | 2024年10月       | ISBN 978-7-5596-7986-4 |
| 7    |        | 2022年10月4日 | ISBN 978-4-08-883259-3 | 我知道       | 2023年12月11日 | ISBN 978-988-8841-84-4 | 我知道         | 2023年4月6日   | ISBN 978-626-360-086-7 | 2023年4月13日  | ISBN 978-626-347-478-9 | 我知道哟         | 2025年           | ISBN 978-7-5596-8437-0 |
| 8    |        | 2022年12月2日 | ISBN 978-4-08-883389-7 | 花兒還未綻放 | 2024年1月20日  | ISBN 978-988-8873-37-1 | 未到花開時     | 2023年5月5日   | ISBN 978-626-360-352-3 | 2023年5月12日  | ISBN 978-626-347-883-1 | 花开与否         | 2025年           | ISBN 978-7-5596-8438-7 |
| 9    |        | 2023年2月3日  | ISBN 978-4-08-883433-7 | 我都知道     | 2024年11月25日 | ISBN 978-988-8908-13-4 | 我都知道       | 2023年6月5日   | ISBN 978-626-360-706-4 | 2023年6月12日  | ISBN 978-626-360-383-7 |                  |                  |                        |
| 10   |        | 2023年5月2日  | ISBN 978-4-08-883539-6 | 同一件事     | 2024年12月19日 | ISBN 978-988-8908-29-5 | 同一件事       | 2023年9月22日  | ISBN 978-626-372-353-5 | 2023年9月28日  | ISBN 978-626-372-094-7 |                  |                  |                        |
| 11   |        | 2023年8月4日  | ISBN 978-4-08-883591-4 | 最強的感情   | 2025年4月9日   | ISBN 978-988-8908-46-2 | 最強的感情     | 2024年1月19日  | ISBN 978-626-372-962-9 | 2024年1月26日  | ISBN 978-626-372-826-4 |                  |                  |                        |
| 12   |        | 2023年10月4日 | ISBN 978-4-08-883690-4 |              |                |                        | 因為有話想說   | 2024年2月1日   | ISBN 978-626-02-0345-0 | 2024年2月1日   | ISBN 978-626-02-0297-2 |                  |                  |                        |
| 13   |        | 2023年12月4日 | ISBN 978-4-08-883790-1 |              |                |                        | 挑戰者         | 2024年3月21日  | ISBN 978-626-02-0346-7 | 2024年3月28日  | ISBN 978-626-02-0343-6 |                  |                  |                        |
| 14   |        | 2024年3月4日  | ISBN 978-4-08-883848-9 |              |                |                        | 學年差這種東西 | 2024年6月28日  | ISBN 978-626-02-0347-4 | 2024年7月5日   | ISBN 978-626-02-0344-3 |                  |                  |                        |
| 15   |        | 2024年6月4日  | ISBN 978-4-08-884041-3 |              |                |                        | 沒那回事       | 2024年11月8日  | ISBN 978-626-02-2612-1 | 2024年11月15日 | ISBN 978-626-02-2601-5 |                  |                  |                        |
| 16   |        | 2024年8月2日  | ISBN 978-4-08-884133-5 |              |                |                        | 最後一局       | 2025年1月9日   | ISBN 978-626-02-3409-6 | 2025年1月16日  | ISBN 978-626-02-2669-5 |                  |                  |                        |
| 17   |        | 2024年10月4日 | ISBN 978-4-08-884207-3 |              |                |                        | 最後的煙火     | 2025年1月23日  | ISBN 978-626-02-3410-2 | 2025年1月23日  | ISBN 978-626-02-3278-8 |                  |                  |                        |
| 18   |        | 2024年12月4日 | ISBN 978-4-08-884383-4 |              |                |                        | 好好享受吧     | 2025年4月7日   | ISBN 978-626-02-4337-1 | 2025年4月7日   | ISBN 978-626-02-3279-5 |                  |                  |                        |
| 19   |        | 2025年3月4日  | ISBN 978-4-08-884410-7 |              |                |                        | 這個心情是     | 2025年8月8日   | ISBN 978-626-02-5043-0 | 2025年8月15日  | ISBN 978-626-02-4531-3 |                  |                  |                        |
| 20   |        | 2025年5月2日  | ISBN 978-4-08-884510-4 |              |                |                        |                |                |                        |                |                        |                  |                  |                        |
| 21   |        | 2025年7月4日  | ISBN 978-4-08-884564-7 |              |                |                        |                |                |                        |                |                        |                  |                  |                        |

## 電視動畫
2023年11月20日，宣布獲改編為電視動畫，第1季於2024年10月至2025年3月播出。第1季播出完后宣布製作第2季。

### 製作人員
- 原作：三浦糀
- 導演：矢野雄一郎
- 劇本統籌、劇本：柿原優子
- 人物設定：谷野美穗（日语：谷野美穂）
- 副人物設定：小川麻衣
- 美術監督：藤井王之王
- 美術設定：蜂谷祥平、伊井藏
- 色彩設計：今野成美
- 攝影監督：川下裕樹
- 角色特殊效果：三田遼子
- 編輯：笠原義宏
- 音響監督：明田川仁
- 音樂：大間間昂（日语：大間々昂）
- 動畫製作：Telecom Animation Film（日语：テレコム・アニメーションフィルム）
- 製作：「青春之箱」製作委員會

### 主題曲
第1季
片頭曲
Same Blue（第1部分）
演唱、編曲：Official鬍子男dism，作詞、作曲：藤原聰
（第2部分）
演唱、編曲：通心粉鉛筆，作詞、作曲：河野瑠之介
片尾曲
Teenage Blue（第1部分）
演唱、作詞、作曲：Eve，編曲：Numa、Zingai
（第2部分）
演唱、作詞、作曲：TOMOO，編曲：江口亮、TOMOO
插入曲
（第19話）
演唱：山田義孝
Blues Drive（第19話）
演唱：山田義孝，作詞：吉田山田，作曲：中島純子
恋色（第24話）
演唱：安納想，作詞：辻林美穂，作曲：大間々昴

### 各話列表
| 第1話  | 千夏學姊 | 矢野雄一郎           | 小山田桂子 | 小川麻衣、tofu | 谷野美穗                           | 2024年 10月3日 |
| 第2話  |          | 矢野雄一郎           | 江副仁美   | tofu、宮島彩、丁亦楠 | 五十子忍                           | 10月10日       |
| 第3話  | 小千     | 矢野雄一郎           | 小坂春女   | 阿部恒、加野晃、 | 仁井學                             | 10月17日       |
| 第4話  |          | 西田正義             | 北川正人   | 稻垣茉莉子、阪口詩織、高橋宏郁、關藤寬生、Lee Joohak、高須美野子、鄺家裕、飯野惠 | 五十子忍、仁井學、宮島彩           | 10月24日       |
| 第5話  | 水族館   | 矢野雄一郎           | 小山田桂子 | 小川麻衣、浦中利浩 | 谷野美穗                           | 10月31日       |
| 第6話  |          | 伊庭一青             | 土屋康郎   | 小川麻衣、tofu、金信友、朴守福 | 谷野美穗、仁井學、五十子忍         | 11月7日        |
| 第7話  |          | 江副仁美             | 江副仁美   | 廣中千惠美、河原久美子、川森昇、池田龍也、STUDIO MASSKET | 仁井學、宮島彩、谷野美穗、五十子忍 | 11月14日       |
| 第8話  |          | 西田正義             | 吉田俊司   | 鄺家裕、飯野惠、藤田真帆、丸山喬平、衛思晴、高永強、禚金琪、王昕帆、司明字、彭曉萌、李雨飛、呼士鐸、王欣月、徐駿豪、陳杜、鄒可怡                                                                | 谷野美穗、仁井學、宮島彩           | 11月21日       |
| 第9話  |          | 山登有花             | 山登有花   | 高永強、衛思晴、禚金琪、王昕帆、司明字、彭曉萌、李雨飛、呼士鐸、王欣月、徐駿豪、徐潔虹、胡婉如、陳杜                                                                                            | 谷野美穗、宮島彩                   | 11月28日       |
| 第10話 |          | 西田正義             | 東亮佑     | tofu、小川麻衣、金信友、朴守福、長春知行合一動漫 | 五十子忍                           | 12月5日        |
| 第11話 |          | 西田正義             | 岩田美月   | 石塚理央、井上梨花、大野勉、王晨陽、吳純純、王宏濤、朱辰揚、岡本惠里香、佐佐木美穗 | 五十子忍                           | 12月12日       |
| 第12話 |          | 山登有花、矢野雄一郎 | 小山田桂子 | tofu、小川麻衣、浦中利浩 | 谷野美穗、仁井学、宮島彩           | 12月19日       |
| 第13話 |          | 西田正義             | 東亮佑     | tofu、浦中利浩、金信友、朴守福、山道到威、飯野惠 | 谷野美穗、五十子忍、仁井學、宮島彩 | 2025年 1月3日  |
| 第14話 |          | 矢野雄一郎、山登有花 | 江副仁美   | 竹田欣弘、小川麻衣、丸山喬平、tofu、小山菜穗、飯野惠、鄺家裕 | 谷野美穗、五十子忍、仁井學、宮島彩 | 1月9日         |
| 第15話 | 8月26日  | 大川貴大             | 大川貴大   | tofu、竹田欣弘、丸山喬平、末永宏一、小山菜穗、浦中利浩、宍戶久美子 | 谷野美穗、五十子忍、仁井學、宮島彩 | 1月16日        |
| 第16話 |          | 西田正義             | 有本二朗   | 小川麻衣、河原久美子、高橋成之、吉田肇、竹內昭、西出彩華、渡邊葉瑠、Animore | 谷野美穗、五十子忍、仁井學、宮島彩 | 1月23日        |
| 第17話 |          | 奧田佳子             | 奧田佳子   | 末永宏一、竹田欣弘、tofu、丸山喬平、宍戶久美子、小山菜穗、下島誠、金信友、朴守福、大連不熊動畫                                                                                                  | 谷野美穗、五十子忍、仁井學、宮島彩 | 1月30日        |
| 第18話 |          | 矢野雄一郎           | 筑紫大介   | 小川麻衣、浦中利浩、西出彩華、tofu、八木元喜、Madeline、M Ali Mukhtar、高橋成之、山道到威、河原久美子、丘、劉文慧、黃飛、陳小倩、李子俊、孫俊豪、渠逸辰、梅愛霜、李晴、味增拉麵、王瑞浩、萩原旭 | 谷野美穗、五十子忍、仁井學、宮島彩 | 2月6日         |
| 第19話 |          | 山登有花             | 小山田桂子 | 高田洋一、酒口愛子、下島誠、野口寬明、小川麻衣、米川、劉文慧、陳小倩、李子俊、孫俊豪、渠逸辰、tofu、丸山喬平                                                                                    | 谷野美穗、五十子忍、仁井學、宮島彩 | 2月13日        |
| 第20話 |          | 鈴木真勇             | 鈴木真勇   | 武田欣弘、tofu、浦中利浩、八木元喜、西出彩華、宍戶久美子、劉文慧、陳小倩、李子俊、孫俊豪、渠逸辰、黃飛、藍河、趙小川、陳玲玲、沈益智                                                            | 谷野美穗、五十子忍、仁井學、宮島彩 | 2月20日        |
| 第21話 |          | 矢野雄一郎、山登有花 | 山登有花   | 丸山喬平、高田洋一、小川麻衣、坂田愛子、野口寬明、河原久美子、山道到威、西出彩華、長春知行合一動漫、日影工房                                                                                    | 谷野美穗、五十子忍、仁井學、宮島彩 | 2月27日        |
| 第22話 |          | 鈴木理沙             | 鈴木理沙   | 鈴木理沙、伊澤珠美、川崎玲奈、日向正樹、村田睦明 | 谷野美穗                           | 3月6日         |
| 第23話 |          | 堀川優子             | 江副仁美   | 大內力、拾月動畫、無錫極速蝸牛動畫、無錫月靈動画、半扇門、合肥板繪動画、江影 | 谷野美穗、仁井學、宮島彩、五十子忍 | 3月13日        |
| 第24話 |          | 奧田佳子             | 奧田佳子   | tofu、高田洋一、下島誠、武田欣弘、金信友、樸守福、小川麻衣、末永宏一、野口寬明、渡邊兼介、丸山喬平                                                                                              | 谷野美穗、仁井學、宮島彩、五十子忍 | 3月20日        |
| 第25話 |          | 矢野雄一郎           | 山登有花   | 丸山乔平、tofu、小川麻衣、武田欣弘、渡边兼介、浦中利浩、高田洋一、宍户久美子、末永宏一、坂田爱子                                                                                                | 谷野美穗、仁井學、宮島彩、五十子忍 | 3月27日        |

### 播放電視台
| 播放日期                    | 播放時間（UTC+9）        | 播放電視台                        | 播放地區 | 備註           |
| --------------------------- | ------------------------ | --------------------------------- | -------- | -------------- |
| 2024年10月3日—2025年3月27日 | 星期四 23:56—星期五 0:26 | TBS電視台（製作參加）等系列全28台 | 日本國內 |                |
| 2024年10月5日—2025年3月29日 | 星期六 23:30—星期日 0:00 | AT-X                              | 日本全域 | CS放送／有重播 |
| 全部電視台都有字幕放送。    |                          |                                   |          |                |

| 播映地區         | 播映平台         | 播映日期                      | 播映時間              | 備註             |
| 第1季            | 第1季            | 第1季                         | 第1季                 | 第1季            |
| ---------------- | ---------------- | ----------------------------- | --------------------- | ---------------- |
| Netflix 服務地區 | Netflix 服務地區 | 2024年10月3日－2025年3月20日  | 星期四 23:30（UTC+8） | [ 96 ]           |
| 中國大陸         | 哔哩哔哩         | 2024年10月31日－2025年4月17日 | 星期四 20:00（UTC+8） | 提供中日雙語字幕 |

### BD / DVD
| 卷數  | 發售日期          | 收錄話數      | 規格編號  | 規格編號  |
| 卷數  | 發售日期          | 收錄話數      | BD        | DVD       |
| 第1季 | 第1季             | 第1季         | 第1季     | 第1季     |
| ----- | ----------------- | ------------- | --------- | --------- |
| 1     | 2025年1月22日     | 第1話—第4話   | TBR34252D | TDV34258D |
| 2     | 2025年2月19日     | 第5話—第8話   | TBR34253D | TDV34259D |
| 3     | 2025年3月19日     | 第9話—第12話  | TBR34254D | TDV34260D |
| 4     | 2025年4月16日     | 第13話—第16話 | TBR34255D | TDV34261D |
| 5     | 2025年5月21日     | 第17話—第20話 | TBR34256D | TDV34262D |
| 6     | 2025年6月18日預定 | 第21話—第25話 | TBR34257D | TDV34263D |

## 外部連結
- 漫畫官方網站（日語）
- 青春之箱官方的X（前Twitter）
- 電視動畫官方網站（日語）